# Карл фон Клаузевиц
Карл Филип Готфрид (или Готлиб) фон Клаузевиц (Бург, 1. јун 1780 — Бреслау, 16. новембар 1831) је био пруски генерал и војни теоретичар који је истицао "моралне" (у данашњем значењу психолошке) и политичке аспекте рата. Његов најзначајнији рад, О рату, је остао недовршен услед његове смрти. Клаузевиц је био реалиста у неким погледима, док је у неким аспектима био романтичан. Такође се у великој мери ослањао на рационалистичке идејама европског просветитељства.
Његова размишљања су често описиван као хегелијанска због његове дијалектичке методе; али, иако је вероватно лично познавао Хегела, остаје нејасно да ли је Клаусевиц био у ствари под његовим утицајем њега. Клаузевиц је истицао дијалектичку интеракцију различитих фактора, указујући на то колико се неочекиваних ситуација дешава услед "магле рата "(тј, у светлу непотпуних, сумњивих, и често потпуно погрешних информација и високог нивоа страха, сумње и узбуђења) које захтевају брзе одлуке упозорених команданата. Он је сматрао историју за виталну проверу научених апстракција које се не слажу са искуством. За разлику од раног рада Антоана Анрија Жоминија, Клаузевиц је тврдио да се рат не може свести на мапе, геометрију и графиконе. Клаузевиц је сковао много афоризме, од којих је најпознатији „Рат је наставак политике другим средствима”.